# Ciència planetària

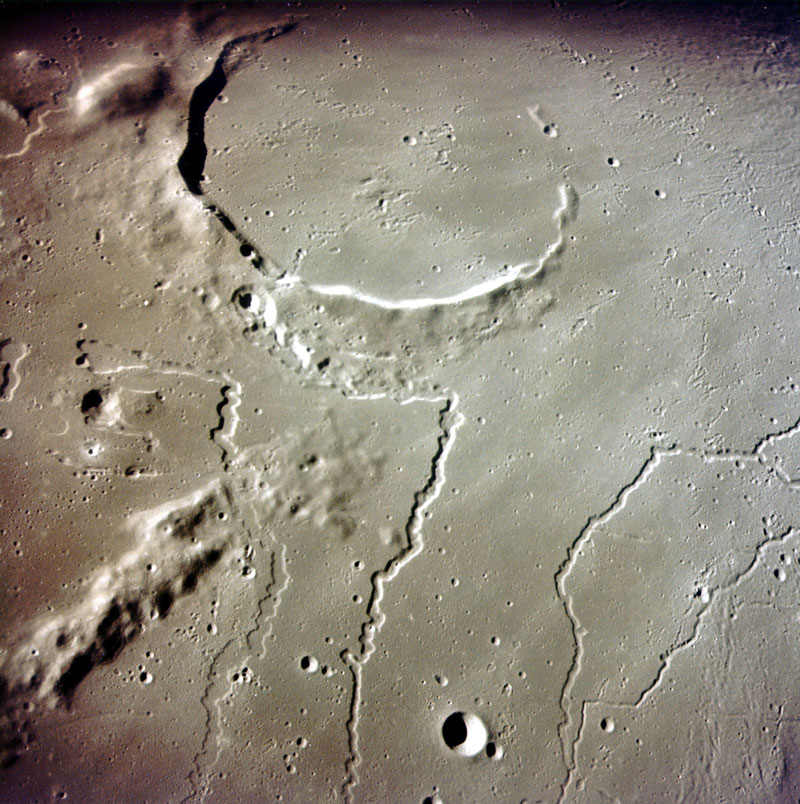
Fotografia de la Lluna mostrant les fissures (rimae) properes al cràter Aristarc. Missió Apollo 15.

Les ciències planetàries, també anomenades planetologia i estretament lligades a l'astronomia planetària, són el conjunt de matèries interdisciplinars implicades en l'estudi dels planetes, o sistemes planetaris, incloent-hi tant el sistema solar, del qual hi ha moltes dades sobre els seus planetes, i per tant, els seus models són més elaborats, com també els planetes extrasolars. Les ciències planetàries estudien objectes que van des de la grandària d'un meteorit fins als gegants de gas de la grandària de diverses vegades el planeta Júpiter.
A grans rangs les ciències planetàries estudien la formació dels sistemes planetaris i dels seus satèl·lits; s'ocupen en particular d'estudiar la seva massa, grandària, gravetat superficial, velocitat de rotació, aplatiment, estructura interna, densitat, antiguitat de la seva superfície, erosió, evolució, activitat tectònica, vulcanisme, camp magnètic, aurores, interacció de la magnetosfera amb el vent solar, estacions del planeta i la seva atmosfera, velocitat d'escapament i recerca de vida entre altres objectius d'estudi. Quant a l'estudi de l'atmosfera es comprèn l'estudi de la seva composició, formació, pressió superficial, densitat, circulació general, temperatures, vents, activitat erosionadora de l'atmosfera, transport d'energia, perfils en altura de temperatura, densitat i pressió, entre d'altres.
La planetologia és una disciplina de recent creació. Alimentada per la gran massa d'informacions recollides en el curs de les exploracions espacials. Es basa en les ciències de la Terra, però convenientment generalitzades per a incloure les diferents masses, atmosferes, temperatures, o energia rebuda des de l'astre central i que és el motor de la màquina planetària. Naturalment l'astronomia és la ciència principal però seguida d'una geologia planetària o comparada (Astrogeologia), la ciència de les atmosferes planetàries és una generalització de la meteorologia i com ciència bàsica de suport de totes les referides la física. Una altra disciplina auxiliar és l'astrobiologia. Les dades a incloure en la teoria de les ciències planetàries provenen de l'astronomia i l'exploració espacial a més existeix un important component teòric que utilitza com eina la simulació per computadora.

## Terminologia
Dins d'aquesta disciplina, quan es tracta d'un cos celeste en particular, s'utilitza un terme espec ialitzat, dels que només són d'ús corrent "heliologia, "geologia", "selonogia" i "areologia".
| Cos     | Ciència planetàira | Arrel del mot  |
| ------- | ------------------ | -------------- |
| Sol     | heliologia         | Grec Helios    |
| Mercuri | hermeologia        | Grec Hermes    |
| Venus   | citerologia        | Grec Afrodita  |
|         |                    |                |
| Terra   | geologia           | Grec Gaia      |
| Lluna   | selenologia        | Grec Selene    |
|         |                    |                |
| Mart    | areologia          | Grec Ares      |
| Ceres   | demeterologia      | Grec Demeter   |
| Júpiter | zenologia          | Grec Zeus      |
| Saturn  | cronologia         | Grec Cronos    |
| Urà     | uranologia         | Grec/Llatí Urà |
| Neptú   | poseidologia       | Grec Posidó    |
| Plutó   | hadeologia         | Grec Hades     |
| Eris    | eridologia         | Grec Eris      |